# Jonathan Lemalu
Jonathan Fa'afetai Lemalu, né en 1976 à Dunedin, est un chanteur d'opéra néo-zéalandais, d'origine samoane. Il chante dans le registre de baryton basse.
Il a étudié le droit et la musique à l'université d'Otago, en étant diplômé en 1999. Il a étudié également au Royal College of Music (RCM), en remportant la médaille d'or du college en 2002 et le prix Kathleen Ferrier en 2002. Il a remporté le prix de la Royal Philharmonic Society comme Jeune artiste de l'année en 2004.

## Prix
- 1997 Dame Sister Mary Leo Scholarship.
- 1998 New Zealand Mobil Song Quest.
- 1999 Australia's McDonald's Operatic Aria Contest at the Sydney Opera House.
- 2000 Inaugural Llangollen International Singer 2000 Competition.
- RCM Graziella Sciutti Recital Prize.
- RCM Keith Faulkner Oratorio Prize.
- 2000 LASMO Staffa Singers Prize.
- Bruce Millar/Gulliver Award for Young Opera Singers (Glasgow).
- Overall winner of the Royal Over-Seas League Competition (and Royal Over-Seas League Singers Prize, and Overseas Award).
- Richard Tauber Prize for Singers (Wigmore Hall).
- Concert FM Broadcasting Artist of the Year (NZ).
- 2000 recipient of the RCM Queen Elizabeth The Queen Mother Rosebowl (presented by HRH Prince Charles) and NFMS Alfreda Hodgson Prize.
- Queen Elizabeth the Queen Mother Scholar.
- President Emerita Scholar, Leverhulme Trust Scholar, Tillet Trust Scholar and Singers Academy Scholar at the RCM.
- 2002/2003 BBC Young Generation Artist.